# اختبار العقديات السريع
اختبار العقديات السريع (بالإنجليزية: rapid strep test)‏ واختصارًا RST هو فحص استقصاء المستضدات السريع rapid antigen detection test RADT والمستخدم على نطاق واسع في الطب السريري للمساعدة على تشخيص حالة التهاب البلعوم الجرثومي المحدث بواسطة المكورات العقدية المجموعة A، والتي يطلق عليها أحيانا عقديات الحلق. يوجد حاليا عدة أنماط من اختبار العقديات السريع قيد الاستخدام، كل منها تستخدم تقنية محددة. على كل حال، جميعها تعمل من خلال تحري وجود المكورات العقدية المجموعة A في حلق الشخص من خلال الاستجابة لوجود المستضدات antigens النوعية للمكورات العقدية المجموعة A على المسحة المأخوذة من حلق الشخص.

## الاستخدام الطبي
إن الاستخدام الطبي يمكن أن يساعد الطبيب في اتخاذ القرار فيما إذا كان يتوجب عليه كتابة وصفة المضاد الحيوي للشخص المصاب بالتهاب البلعوم، والذي هو إنتان شائع في الحلق. إن الإنتانات الفيروسية مسؤولة عن الغالبية العظمى من التهاب البلعوم، لكن هناك نسبة مهمة (20% إلى 40% لدى الأطفال و5% إلى 15% لدى البالغين) تحدث بسبب الإنتان الجرثومي. قد يصعب التفرقة بين أعراض الإنتان الفيروسي والإنتان الجرثومي، لكن فقط التهاب البلعوم الجرثومي يمكن أن يعالج بشكل فعال باستخدام المضادات الحيوية. حيث أن السبب الرئيس لالتهاب البلعوم الجرثومي هو المكورات العقدية المجموعة A، فإن وجود هذه العضيات في حلق الشخص يمكن أن يرى كحالة ضرورية من أجل وصف المضادات الحيوية له. إن التهاب البلعوم المحدث بالمكورات العقدية المجموعة A هو إنتان محدد لذاته بذاته والذي سوف يزول عادة خلال أسبوع بدون أدوية. على كل حال، إن المضادات الحيوية يمكن أن تنقص مدة وشدة المرض وتنقص خطر اختلاطات خاصة نادرة لكنها بالمقابل خطيرة جدا، بما فيها داء القلب الرثوي rheumatic heart disease.
إن اختبار العقديات السريع يمكن أن يكون له فائدة صحية عامة. فبالإضافة إلى التأثيرات الجانبية غير المرغوب بها لدى الأشخاص، فإن الاستعمال غير المناسب للمضادات الحيوية يعتبر مساهما في تطوير سلالات الجراثيم المقاومة للمضادات. يقوم اختبار العقديات السريع من خلال المساعدة على تحديد الإنتان الجرثومي بتحديد وتقليل استخدام المضادات الحيوية في حالات الأمراض الفيروسية، حيث تكون غير مفيدة في هذه الحالات.
بعض الأدلة التوجيهية تنصح باستخدام اختبار العقديات السريع لدى الأشخاص المصابين بالتهاب البلعوم، لكن بعضها الآخر لا ينصح بذلك. إن الأدلة التوجيهية الأمريكية أكثر ثباتا في تفضيلها لاستخدام من نظيراتها الأوربية. إن استعمال اختبار العقديات السريع يمكن أن يكون أكثر فائدة في بلدان العالم الثالث، حيث تكون اختلاطات الإنتان بالعقديات أكثر سيطرة وانتشارا، لكن استخدامها في هذه المناطق لم تتم دراستها بشكل جيد.
إن الزرع الجرثومي Microbial culture من مسحة الحلق هو بديل موثوق ومفضل على اختبار العقديات السريع والذي يمتلك حساسية ونوعية عالية. على كل حال، إن الزرع الجرثومي يتطلب مرافق خاصة وعادة ما يحتاج إلى 48 ساعة للحصول على النتائج، في حين أن اختبار العقديات السريع يمكن أن يعطي النتيجة خلال عدة دقائق.

## الإجراء
يمسح حلق الشخص أولا لجمع عينة المخاط. في معظم اختبارات العقديات السريعة، تعرض عينة المخاط هذه لكاشف يحتوي على الأجسام الضدية والتي سوف ترتبط بشكل نوعي بمستضدات المكورات العقدية المجموعة A. إن النتيجة الإيجابية يتم التعرف عليها من خلال تبدل لوني محدد. هناك ثلاث أنماط رئيسية من اختبار العقديات السريع: أولا، اختبار تثبيت اللاتكس latex fixation test، والذي تم تطويره في ثمانينيات القرن الماضي 1980s والذي عفا عليه الزمن إلى حد كبير. هذا الاختبار يستخدم سبحات لاتكس مغطات بالمستضدات التي تتراص بشكل مرئي حول الأجسام الضدية الخاصة بالمكورات العقدية المجموعة A إذا ما كانت هذه الأجسام الضدية موجودة. ثانيا، اختبار التدفق الجانبي lateral flow test، والذي يعتبر اختبار العقديات السريع الأكثر استخداما حاليا. إن العينة المأخوذة يتم تطبيقها على شريط من فيلم النتيروسيللوز و، إذا كانت مستضدات المكورات العقدية المجموعة A موجودة، فإنها سوف تهاجر على طول الفيلم لتشكل خطا مرئيا ناجما عن ارتباط المستضدات مع الأجسام الضدية الملصقة على الشريط. ثالثا، الاختبار المناعي البصري optical immunoassay هو أحدث الاختبارات وأكثرها تكلفة. يتضمن خلط العينة مع الأجسام المضادة الملصقة ثم مع ركيزة خاصة على فيلم وهذا الأمر يؤدي إلى تغير في اللون والذي يشير إلى وجود أو غياب مستضد المكورات العقدية المجموعة A لدى الشخص.

## تفسير النتائج
إن نوعية اختبارات العقديات السريعة من أجل التأكد من وجود المكورات العقدية المجموعة A هي على الأقل 95%، وفي بعض الدراسات تصل النوعية إلى ما يقارب 100%. نتيجة لذلك، إذا كانت نتيجة الاختبار إيجابية، فإن احتمال وجود المكورات العقدية المجموعة A هو مرتفع للغاية. على كل حال، إن 5% إلى 20% من الأشخاص يحملون المكورات العقدية المجموعة A في حلوقهم بدون أعراض إنتان، وبالتالي فإن وجود المكورات العقدية المجموعة A لدى شخص مصاب بالتهاب بلعوم لا يثبت أن هذه العضوية هي المسؤولة عن الإنتان. إن حساسية اختبار العقديات السريع بالجريان الجانبي هو منخفض إلى حد ما ويصل إلى 65% إلى 80%. نتيجة لذلك، إن النتيجة السلبية التي يتم الحصول عليها من هكذا فحص لا يمكن استخدامها لنفي التهاب البلعوم المحدث بالمكورات العقدية المجموعة A، والذي يعتبر قصور هام ومعتبر لهذا الاختبار مقارنة مع الزرع الجرثومي، والذي يمتلك حساسية عالية جدا تصل من 90% إلى 95%. على كل حال، إن اختبار العقديات السريع الذي يستخدم الاختبار المناعي البصري قد وجد إنه يمتلك حساسية أعلى بكثير تصل إلى 94%.
على الرغم من أن اختبار العقديات السريع لا يمكنه أن يميز بين الإنتان بالمكورات العقدية المجموعة A عن الحملة اللاعرضيين للعضوية المذكورة، فإن معظم المؤلفين ينصحون بالمعالجة باستخدام المضادات الحيوية في حال تبين وجود نتيجة إيجابية لاختبار العقديات السريع لعينة مأخوذة من شخص يشكو من ألم بلعوم. إن الأدلة التوجيهية الأمريكية تنصح بمتابعة النتائج السلبية باستخدام الزرع الجرثومي، في حين أن الأدلة التوجيهية الأوربية تقترح الوثوق بنتائج اختبار العقديات السريع السلبية.